# 西果园镇
西果园镇，是中华人民共和国甘肃省兰州市七里河区下辖的一个乡镇级行政单位。

## 行政区划
西果园镇下辖以下地区：
上岭村、青岗村、袁家湾村、鹞子岭村、草原村、堡子村、上果园村、西果园村、柴家河村、王家坪村、西津村、周家山村、晏家坪村和湖滩村。